# Белен-ду-Брежу-ду-Крус
Белен-ду-Брежу-ду-Крус (порт. Belém do Brejo do Cruz) — муниципалитет в Бразилии, входит в штат Параиба. Составная часть мезорегиона Сертан штата Параиба. Входит в экономико-статистический микрорегион Католе-ду-Роша. Население составляет 6176 человек на 2006 год. Занимает площадь 603,038 км². Плотность населения — 10,2 чел./км².

## История
Город основан 22 декабря 1961 года.

## Статистика
- Валовой внутренний продукт на 2003 год составляет 11 139 012,00 реалов (данные: Бразильский институт географии и статистики).
- Валовой внутренний продукт на душу населения на 2003 год составляет 1698,28 реалов (данные: Бразильский институт географии и статистики).
- Индекс развития человеческого потенциала на 2000 год составляет 0,570 (данные: Программа развития ООН).